# Mario Ridder
Mario Ridder (Amsterdam, 22 juni 1972) is de chef-kok van Michelinsterrestaurant Joelia in Rotterdam.

## Biografie
Mario Ridder werd geboren in Amsterdam. Tijdens zijn koksopleiding heeft hij onder meer als leerling gewerkt bij De Kersentuin in Amsterdam en De Bokkedoorns in Overveen. In 1997 ging hij aan de slag bij Parkheuvel in Rotterdam, dat in 2002, als eerste restaurant in Nederland, bekroond werd met drie Michelinsterren. In 2006 wist Ridder als eerste chef-kok in 7 maanden tijd van nul naar twee Michelinsterren te koken bij restaurant De Zwethheul. In de Lekker kwam hij binnen op plaats 6 en Gault Millau gaf hem meteen 17,5/20. Sinds februari 2015 is Ridder chef-kok van restaurant Joelia waarmee hij enkele maanden later weer een Michelinster weet te behalen.

## Carrière
- 1997: Parkheuvel, Rotterdam
- 2002: Zwetheul, Schipluiden
- 2015: Joelia, Rotterdam

## Boeken
- De zomer op tafel (2007)
- Kook! Feest! Geniet! (2007)
- Ik trakteer! (2008)